# Пахрянский стан
Пахрянский (Похрянский) стан — древнейшее административно-территориальное образование в составе Коломенского уезда (по доекатерининскому делению). Впервые упоминается (как волость) в 1336 году в завещании Ивана Калиты. Расположен в центральной части уезда. Позднее к стану приписано с. Дединово. Название — по речке Похрянке (левый приток р. Северки, правому притоку р. Москвы). Волостной центр — Похрянский погост (у с. Карпово Воскресенского района Московской области). Стан граничил с Большим Микулиным и Песоченским станами и Раменской волостью Коломенского уезда.

## Погосты
В стане находились три погоста:
- на р. Москве с церковью Покрова Святыя Богородицы
- на речке Шувойке с церковью Козьмы и Демьяна
- на реке Похрянке с церковью Архангела Михаила

## Поселения
Первая половина
- Андреевка
- Карпово
- Катунино
- Лукьяново
- Пруссы
- Ратчино
- Свистягино
- Скрыпино
- Степанщино
- Чаплыгино

Вторая половина
- Дединово
- Зарудня
- Коробчеево
- Маливо
- Подосинки
- Троицкие Озёрки